# Canal de Donzère-Mondragon
Der Canal de Donzère-Mondragon (deutsch Donzère-Mondragon-Kanal) ist ein Schifffahrtskanal, der in den französischen Départements Drôme und Vaucluse verläuft. Er wurde von der Compagnie nationale du Rhône zur Energiegewinnung im Wasserkraftwerk André Blondel und für die Schifffahrt gebaut und wird nach wie vor von ihr betrieben. Außerdem wird sein Wasser zur Kühlung des Kernkraftwerks Tricastin genutzt. Vom Typ her ist er ein Abkürzungskanal, der einen Flussabschnitt der Rhône im Großraum zwischen Valence und Avignon begradigt.

## Geografie
Er zweigt bei Donzère links vom Rhône-Fluss ab und mündet nach einer Strecke von 29 Kilometern unterhalb von Mondragon wiederum in den Fluss ein. Die Höhendifferenz beträgt rund 22 Meter und wird von einer einzigen Schleuse neben dem Wasserkraftwerk André Blondel bei Bollène überwunden. Die Schleuse ist für große Binnenschiffe (Grand Gabarit) ausgelegt und hat eine Abmessung von 190 × 11,40 Metern. Sie hatte bis zur Fertigstellung des Main-Donau-Kanals die größte Fallhöhe aller Schleusen Europas.

### Koordinaten
- Ausgangspunkt des Kanals: 44° 26′ 38″ N, 4° 41′ 46″ OKoordinaten: 44° 26′ 38″ N, 4° 41′ 46″ O
- Endpunkt des Kanals: 44° 13′ 2″ N, 4° 42′ 15″ O

### Orte am Kanal
- Donzère
- Pierrelatte
- Bollène
- Mondragon

## Geschichte
Die Anlage geht auf eine Idee des französischen Physikers André-Eugène Blondel zurück. Sie wurde in den Jahren 1947 bis 1952 errichtet. Das Wasserkraftwerk ist noch heute nach André Blondel benannt, die Fassade des Kraftwerksgebäudes und der damalige Steuerraum stehen unter Denkmalschutz und sind als Monument historique registriert.
Beginnend in den 1960er Jahren wurde am rechten Ufer des Kanals die Nuklearanlage Tricastin errichtet, wo sich u. a. das Kernkraftwerk Tricastin mit seinen vier Reaktorblöcken befindet – der Kanal wird dabei u. a. für die Zu- und Ableitung des Kühlwassers der Kraftwerksblöcke herangezogen.

## Interessante Bauwerke am Kanal
- Einlaufwehr mit Schutzschleuse bei Donzère
- Kernkraftwerk Tricastin bei Pierrelatte
- Wasserkraftwerk André Blondel mit Schiffsschleuse bei Bollène

## Brücken über den Kanal
Folgende Brücken bzw. Querungen führen über den Kanal:
- Einlaufwehr bei Donzère, befahrbar
- Eisenbahnbrücke der Strecke Montélimar – Pierrelatte (Stahlfachwerkbrücke)
- Straßenbrücke N 7 Montélimar – Pierrelatte (Betonbalkenbrücke)
- Straßenbrücke D 356 Pierrelatte – La Garde-Adhémar, die erste moderne Schrägseilbrücke, 1952 von Albert Caquot erbaut
- Viaduc de La Garde-Adhémar, Eisenbahnbrücke der LGV Méditérranée (Schnellfahrstrecke PLM Paris, Lyon, Marseille) (Stahlbogen)
- Straßenbrücke D 59 Pierrelatte – Saint-Paul-Trois-Châteaux (Hängebrücke)
- Straßenbrücke D 204 nach Bollène-Écluse (Spannbetonbrücke)
- Promenade Léon Perrier, Straße über das Kraftwerk André Blondel und die Schleuse (Teil des Betonbauwerks)
- Straßenbrücke D 994 Pont-Saint-Esprit – Bollène (Hängebrücke)
- Eisenbahnbrücke Pierrelatte – Mondragon (Stahlfachwerkbrücke)
- Straßenbrücke N 7 Pierrelatte – Mondragon (Betonbalkenbrücke von Albert Caquot)
- Straßenbrücke D 44 Pont-Saint-Esprit – Mondragon (Hängebrücke)